# Nicolae Linca
Nicolae Linca est un boxeur roumain né le 1er janvier 1929 à Blaj et mort le 27 juin 2008 à Feisa, champion olympique aux Jeux de 1956 à Melbourne en poids welters.

## Carrière
Médaillé de bronze dans la catégorie poids welters aux championnats d'Europe de boxe amateur à Varsovie en 1953 et à Berlin en 1955, il devient champion olympique aux Jeux de Melbourne en 1956 en s'imposant en finale contre l'Irlandais Frederick Tiedt.

## Parcours auxJeux olympiques
9e aux Jeux olympiques d'été de 1952 à Helsinki (poids welters) :
- Bat Sergio Gascue (Venezuela) 3-0
- Perd contre Günther Heidemann (RFA) par arrêt de l'arbitre au 1er round

 Jeux olympiques d'été de 1956 à Melbourne (poids welters) :
- Bat Hector Hatch (Fidji) aux points
- Bat Nicholas Andre (Afrique du Sud) aux points
- Bat Nicholas Gargano (Grande-Bretagne) aux points
- Bat Frederick Tiedt (Irlande) 3-2